# Kaddour Bekhloufi
Kaddour Bekhloufi (arabisch قدور بخلوفي, DMG Qaddūr Baḫlūfiyy; * 7. Juni 1934 in Oran; † 26. Juli 2019 ebenda)  war ein algerischer Fußballspieler.

## Sportlicher Werdegang
Bekhloufi spielte für verschiedene Klubs in seiner Heimatstadt, ehe er 1957 nach Frankreich übersiedelte und dort für die AS Monaco spielte. Im Frühjahr 1958 floh er nach Tunis, um sich der Fußballauswahl des FLN anzuschließen. Nach der erfolgreichen Unabhängigkeit Algeriens von Frankreich 1962 spielte er dort noch für USM Bel-Abbès und ASM Oran, zudem lief er in zwei offiziellen Länderspielen für die algerische Nationalmannschaft auf.